# 언양초등학교
언양초등학교는 대한민국 울산광역시 울주군에 있는 공립 초등학교로 1913년에 개교하였다. 울산광역시에서는 가장 오래된 초등학교이다. 울주군의 향토작가 난계 오영수 선생이 졸업한 학교이기도 하다. 2015년에 100회 졸업식을 했으며, 100여년 동안 총 18175명의 졸업생을 배출해 냈다. 2015년에 학교가 언양읍 동부리 407-2번지로 신축이전 되었다.

## 연혁
- 1906년 4월 1일 : 사립영명학교(언양군 상북면 동부리 221-4)
- 1911년 7월 1일 :  사립보통학교로 교명 변경
- 1913년 3월 13일 : 언양읍 동부리 222-1 신축 이전[1], 언양공립보통학교로 교명 변경
- 1913년 5월 1일 : 120명 입학, 2개 학급 편성
- 1915년 3월 24일 : 제1회 졸업식(12명 졸업)
- 1923년 4월 1일 : 6년제 인가, 6학급 편성
- 1934년 4월 1일 : 대곡간이학교(현 반곡초등학교) 부설
- 1938년 3월 31일 : 언산공립심상소학교로 교명 변경
- 1941년 4월 1일 : 언산공립국민학교로 교명 변경
- 1946년 6월 30일 : 언양공립국민학교로 교명 변경
- 1950년 6월 1일 : 언양국민학교로 교명 변경
- 1996년 3월 1일 : 언양초등학교로 교명 변경
- 2004년 3월 1일 : 영화초등학교로 분리
- 2006년 4월 1일 : 개교 100주년 기념식
- 2006년 12월 20일 : 전국 100대 교육과정 최우수학교 선정(부총리 기관 표창)
- 2013년 2월 20일 : 제 98회 졸업
- 2013년 3월 1일 : 제 32대 금태림 교장 부임
- 2013년 3월 1일 : 30학급 편성(특수 1학급 포함)
- 2014년 2월 21일 : 제 99회 졸업
- 2014년 3월 1일 : 28학급 편성(특수 1학급 포함)
- 2015년 2월 13일 : 100회 졸업 129명 (계 졸업생 18175명)
- 2015년 3월 1일 : 제 33대 김순자 교장 부임, 언양읍 동부리 407-2 신축 이전[2]
- 2015년 3월 1일 : 27학급 편성(특수 1학급 포함), 유치원 2학급 증설 4학급 편성 (유치원 특수 1학급 포함)

## 참고 자료
- 언양초등학교 - 한국교육학술정보원 학교알리미